# Vimperk
Vimperkⓘ (niem. Winterberg) – miasto w Czechach, w kraju południowoczeskim. Według danych z 31 grudnia 2007 powierzchnia miasta wynosiła 8002 ha, a liczba jego mieszkańców 7873 osób.

## Demografia
| Rok             | 1970 | 1980 | 1991 | 2001 | 2003 |
| --------------- | ---- | ---- | ---- | ---- | ---- |
| Liczba ludności | 6657 | 7257 | 8090 | 8281 | 8089 |

Źródło: Czeski Urząd Statystyczny

## Miasta partnerskie
- Freyung